# 매직걸
《마지카노!》는 《마이애미 건즈》와 코믹판 《라제폰》을 그린 모모세 타케아키가 그린 만화이자 이를 원작으로 하는 애니메이션이다. 일본에서는 코단샤를 통하여 2003년부터 연재되었고, 2008년에 총 10권으로 완결되었다. 대한민국에서는 학산문화사를 통해 매직걸이라는 이름으로, 2005년부터 원작이 번역되어 출판되었고 2008년에 총10권이 전부 번역되어 출판되었다. 일본에선 2006년에 도쿄 키즈에서 TV애니메이션으로 제작되어 총13화로 완결되었고, 한국에선 애니맥스를 통해서 그녀는 매직걸이라는 이름으로, 한국어로 더빙되어 13화 전부가 방영되었다. '마지카노'라는 이름은 마법을 뜻하는 매직(Magic)의 'magi'와 일본어로 '그녀'를 뜻하는 카노죠(彼女)의 'kano'를 합성하여 만든 단어라 한다.

## 줄거리
3명의 여동생들과 함께 살고 있는 중학생 '요시카와 하루오'는 그저 평범하고 평탄한 일상으로 살고 싶어한다. 하지만 그러던 어느날 그의 앞에 미소녀 마미야 아유미가 같은 반으로 전학을 오고 무슨 연유에서인지 하루오의 입주가정부로 들어오게 된다. 예쁜 얼굴의 아유미에게 반한 하루오는 그녀와의 두근두근 로맨스를 기대하지만, 자신은 마녀라는 아유미의 고백으로 그의 꿈은 산산조각나버리고, 덧붙여서 아유미는 과거에 어떤 이유로 저주에 걸렸으며, 그걸 풀려면 하루오의 마력이 필요하다고 말하게 된다. 그리고 하루오 본인은 존재하는지조차 몰랐던 마력을 각성시키고야 말겠다고 선전포고를 해버린다. 그런 아유미의 야망으로부터 오빠를 지켜내기 위해 하루오의 세 여동생들도 아유미에게 맞서겠다는 결의를 하는데, 알고보니 그 여동생들마저도 사실은 마녀였던 것이었다.
매일매일 벌어지는 소동으로 갑작스럽게 달라진 하루오의 일상... 과연 하루오는 평범한 일상으로 되돌아갈 수 있는 것인가? 그리고 아유미를 향한 로맨스는 이루어질 것인가?

## 등장 인물
※성우 순서는 '일본 성우/애니맥스판 성우'로 기술되며, 인물에 대한 소개는 인터넷에 떠도는 내용과 애니 내용과 만화책의 내용이 구분되지 않았습니다.

### 주요 인물
요시카와 하루오(吉川 春生)
성우 - 이치키 마츠히로, 신도 케이(어린 시절의 하루오 역)/정재헌
본 작품의 남자 주인공. 수수하고 평범하기 그지 없는 중학교 3학년생. 내세울 만한 건 개근상 밖에 없고, 장래희망은 오래 사는 것이고 항상 평온한 나날을 바란다. 하지만 저주를 풀기 위해 인간계로 온 아유미의 등장으로, 그의 평온한 일상도 끝이 나고 만다.
그러나 실은 그의 집안은 마법사 집안이고, 그는 봉인된 마왕의 핵이라고 한다. 하지만 그의 마력과 마법에 관한 모든 것들은 봉인되어, 본인은 자신이 마법사 집안의 사람이라는 것도 자기 안에 마왕이 봉인되어 있다는 것도 기억하지 못 한다. 또한 그가 마법에 관한 일에 얽혀도, 동생들의 갖은 노력(?)으로 그 사실조차도 모르고 지나간다.
마미야 아유미(魔宮 あゆみ)
성우 - 노가와 사쿠라/박영희
본 작품의 여주인공으로, 마법 세계에서도 이름 있는, 마미야 가문의 장녀. 어릴 적에 우연히 걸려버린 저주를 풀고자 요시카와 집안에 메이드로 들어온다. 무서울 정도로 매사에 적극적이고 자신의 매력을 효과적으로 사용하는 방법도 잘 알고 있지만, 위낙 폭주 성향이 강하다 보니 가끔 역효과가 나곤 한다. 자신에게 걸린 저주를 풀기 위해, 하루오의 잠재된 마력을 깨우려고 노력중이나 항상 실패로 돌아간다.
처음엔 하루오를 단순히 저주를 풀기 위한 존재로 밖에 생각하지 않았으나, 점차 그에게 호감을 품어간다.
쥐와 뱀장어를 극도로 싫어한다.
쿠로스 유리(黑黒須 ゆり)
성우 - 나미카 노리코/이명선
하루오를 남몰래 짝사랑하고 있는 학생회장. 우아한 외모와 달리 소년같은 언행으로 인해, 여학생들로부터 엄청 인기가 많다. 그러나 쉽사리 폭주하기 쉬운 성격에다 망상벽까지 있음. 그래서 그로 인해, 가끔 자신만의 세계에 빠져 허우적거리곤 한다.
그리고 그녀 역시 마녀로, 마녀의 모습이 되면 평소의 모습과 달리 흰 머리에 포니테일로 변한다.
니지하라 마린(虹原 真鈴)
성우 - 모모이 하루코/문남숙
마녀 사냥꾼인 소녀로, 그녀의 집안은 예로부터 마를 멸하는 일을 해왔다고 한다. 마녀 사냥꾼이라고 하지만, 겁이 많고 바보같은 모습을 보여주곤 한다. 하루오를 성자라 오해하고 있으며, 그에게 존경과 호감을 보여주고 있다. 아유미를 비롯해, 하루오 주변에 붙어 있는 마녀들을 언젠간 응징하겠다고 하나, 그녀들과 언제나 사이좋게(?) 지내고 있다.
그녀가 가지고 다니는, 성스러운 창은 마법을 반사하는 능력이 있다.
앙쥬 리카(杏樹 リカ)
성우 - 이노우에 나나
마미야 가문의 우수한 마법 메이드로, 마이카 세자매를 능가하는 실력을 가진 마녀이기도 함. 항상 로봇같이 차분하고 감정이 없는 듯 한 모습을 하고 있음. 마미야가의 현 당주인 아유미의 아버지의 명으로 인간계에 간 아유미를 서포트해주기 위해 하루오네로 오게 된다. 하루오의 마력 각성을 도울 수 있기 때문에 그를 막으려는 미치루와는 충돌을 일으키곤 한다. 가사 전반에 능통하며, 위기에 빠진 하루오 일행을 도와주곤 한다.
멜리사 메일스트럼
전멸 위기인 불사족이다. 하루오와 결혼해서 일족의 미래를 도모한다.

### 요시카와 가
요시카와 마이카(吉川 舞夏)
성우 - 나카하라 마이/이자명
요시카와 가의 장녀로, 중학교 2학년이고, 마녀. 심각한 브라더 콤플렉스를 지니고 있음. 그로 인해, 하루오 주변으로 몰려드는 여성들을 경계하며, 오빠 앞에선 한없이 약한 모습을 보여준다. 또한 오빠에게 해가 되는 일이 생기면, 극도의 분노와 이성을 잃은 행동을 보여준다. 그렇지만 평상시엔 해야 할 일을 확실하게 하는 편이다.
요시카와 치아키(吉川 千秋)
성우 - 사카이 카나코/최하나
요시카와 가의 차녀로, 중학교 1학년이고, 마녀. 운동 신경이 발군이며 왕성한 식욕을 자랑한다. 매사에 대범하고 서글서글한 성격을 지니고 있다. 운동과 먹을 거 외에는 관심이 없는 것처럼 보이지만, 가족들이 모두 화목하게 지내는 마음은 그 누구에게도 뒤지지 않는다.
요시카와 후유노(吉川 冬乃)
성우 - 카네다 토모코/정선혜
요시카와 가의 막내. 어릴 적부터 금전 감각이 상당히 발달해 있어, 돈이 되는 거라면 뭐든 가리지 않고 덤벼든다. 나이는 적어도 일단 집안의 재정을 담당하고 있다고 한다. 사태 판단 능력, 관촬력이나 분석력은 세자매 중 제일 인 듯.

### 마미야 가
마미야 미치루(魔宮 みちる)
성우 - 쿠와타니 나츠코
마미야 가문의 차녀로, 아유미의 동생. 언니인 아유미 못지 않게 성격이 나쁜 편. 저주에 걸린 아유미를 무시하며 호시탐탐 후계자 자리를 노리고 있음. 그러다 하루오가 마왕임을 알고 그를 납치해, 그가 가진 마력을 이용해 세계를 지배하려고 한다.
마미야 아스미
마미야가 537대 당주로 평소엔 어린 소녀의 모습이지만 만월의 힘을 받으면 어른 모습이 된다.

### 그 외 인물
애슐리

나나미 메이

하리우 하지메(針生 ハジメ)
성우 - 하리사와 카츠히로/이재웅
하루오의 친구로, 초자연 과학클럽의 회장. 항상 회원인 '후지와라 소라'랑 함께 다니며, 초자연적인 것과 남들에게 관심을 끌만한 일이 있을 때마다 등장한다.
혼고 테츠코(本鄕 哲子)
성우 - 리키마루 노리코/민지
하루오와 아유미의 담임. 그러나 실은 마왕과 마왕에게 영향을 깊은 끼치는, 하루오 및 아유미 일행들을 감시하고, 마왕의 부활을 막기 위한 '시간 역행'이라는 마법을 수행하기 위해 만들어진 인조인간이라고 한다.